# Jarmo Tolvanen
Jarmo Tolvanen (Karhula, 1956. február 21. –) junior Európa-bajnoki bronzérmes finn jégkorongozó, 2017-től 2020-ig a magyar jégkorong-válogatott szövetségi kapitánya volt.

## Pályafutása

### Játékosként
Tolvanen 1972 és 1980 között a finn élvonal és másodosztály között ingázó HPK játékosa volt, valamint az 1977-78-as szezonban egy évet szerepelt a svéd élvonalbeli Timrå IK csapatánál is. Finn korosztályos válogatott jégkorongos volt, tagja volt az 1974-es junior Európa-bajnokságon bronzérmet szerző válogatottnak.

### Edzőként
1983-ban kezdett el edzősködni, közel tíz évig finn csapatokat és utánpótlás-válogatottakat edzett, majd a Calgary Flames játékos-megfigyelője lett. Az 1990-es évektől kezdve dolgozott vezetőedzőként Németországban, Norvégiában, Svédországban, Dániában, Lengyelországban, majd 2009 és 2010 között egy szezon erejéig az EBEL-ben szereplő Alba Volán SC vezetőedzője volt. 2011 és 2015 között a francia élvonalbeli Dijon csapatát irányította, 2014-ben az év edzőjének választották Franciaországban. 2015 és 2017 között a norvég élvonalbeli Stjernen vezetőedzője volt. 2017-ben nevezték ki a magyar jégkorong-válogatott szövetségi kapitányának. A 2018-as IIHF divízió I-es jégkorong-világbajnokságon a magyar válogatott negyedik lett a hazai rendezésű tornán, annak ellenére, hogy az utolsó mérkőzés utolsó percéig feljutásra állt a mérkőzés vége előtt 15 másodperccel betaláló és ezzel feljutó Nagy-Britannia ellen. A következő évi divízió I-es világbajnokság előtt betegség miatt nem utazott el a csapattal Kazahsztánba, helyette másodedzője, Majoross Gergely irányította a válogatottat. 2020 áprilisában a lejáró szerződését a magyar szövetség nem újította meg.